# Perdita flaviceps
Perdita flaviceps är en biart som beskrevs av Timberlake 1960. Perdita flaviceps ingår i släktet Perdita och familjen grävbin. Inga underarter finns listade i Catalogue of Life.